# Rebecca Sugar
Rebecca Sugar (Silver Spring, 9 luglio 1987) è un'animatrice e sceneggiatrice statunitense.
È nota per essere stata sceneggiatrice e autrice di storyboard per la serie animata Adventure Time (dove è anche stata la prima doppiatrice della madre di Marceline), oltre che ideatrice di Steven Universe, cartone animato trasmesso su Cartoon Network dal 2013 al 2019. Prima di fare coming-out come persona non-binaria, è stata descritta come la prima donna ad aver ideato e creato una serie animata nelle produzioni di Cartoon Network.
Il 14 dicembre 2023, tramite il sito di notizie cinematografico Deadline, si riporta che Rebecca Sugar co-sceneggerà, assieme a Matt Braly, un film per Sony Pictures Animation da lui diretto. Il film, ancora senza titolo, attingerà al background culturale e alla storia personale di Braly per raccontare la storia di un giovane ragazzo che cerca una cura per la sua malattia attraverso un viaggio emotivo in un mondo di spiriti thailandesi.

## Vita privata
Il 4 dicembre 2019 si è sposata, dopo 12 anni di relazione, con Ian Jones-Quartey, suo collaboratore in Steven Universe e Adventure Time e creatore della serie animata OK K.O.!.

## Filmografia

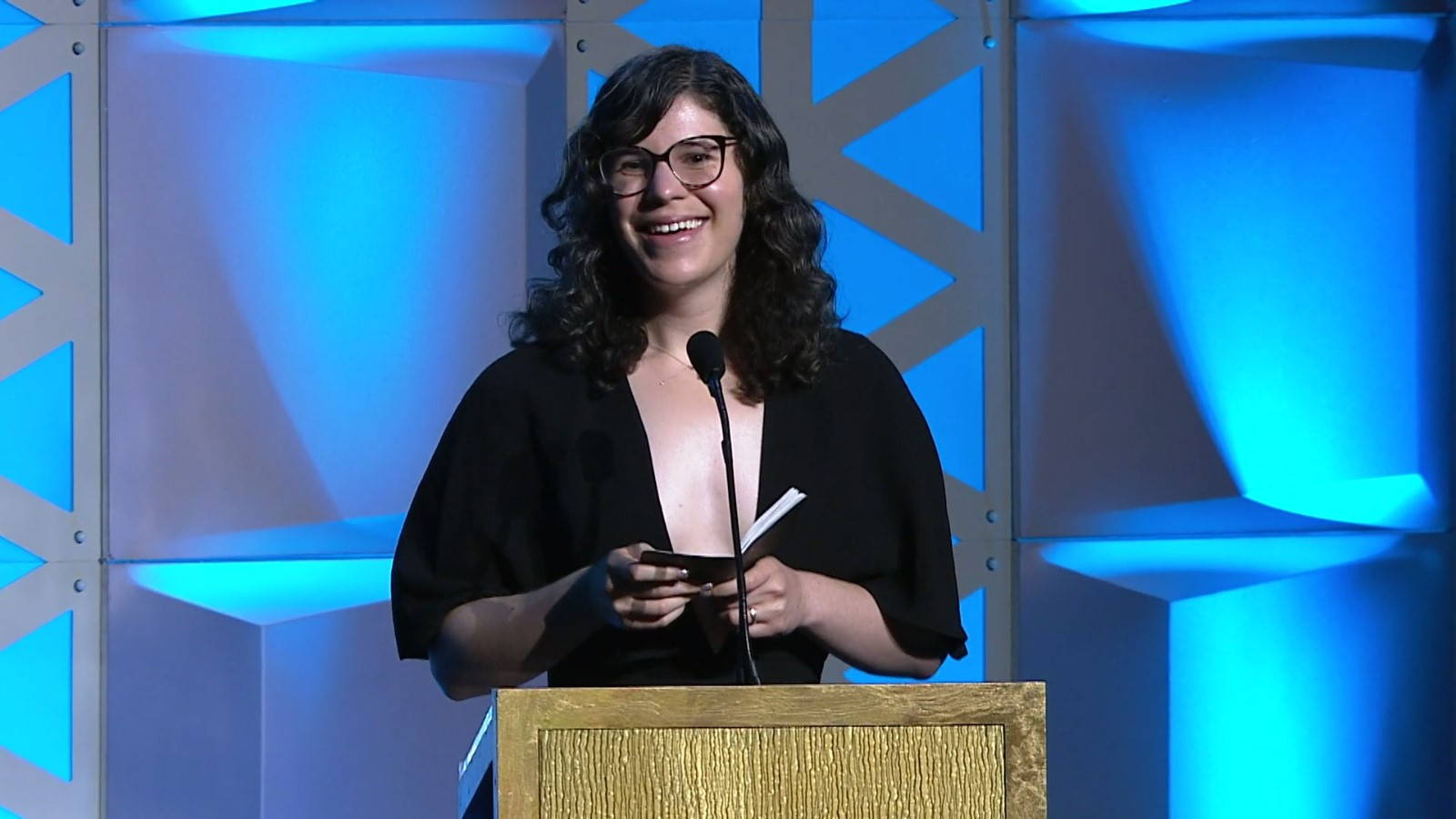
Rebecca Sugar nel 2019 ai Peabody Award.

### Sceneggiatrice
- Adventure Time (2010-2013, 2015, 2018)
- Steven Universe (2013-2019)

### Regista
- Steven Universe: il film (Steven Universe: The Movie) (2019)

### Produttrice esecutiva
- Steven Universe: il film (Steven Universe: The Movie) (2019)
- Steven Universe Future (2019-2020)

### Cantautrice
- Adventure Time (2010-2013, 2015, 2018)
- Steven Universe (2013-2019)
- OK K.O.! (OK K.O.! Let's Be Heroes) (2017-2019)
- Adventure Time: Fionna e Cake (2023)

### Doppiatrice
- Adventure Time (2015 - episodio 7x07)

### Storyboard artist

#### Lungometraggi
- Hotel Transylvania 2, regia di Genndy Tartakovsky (2015)